# قرطبة (المكسيك)
قرطبة هي مدينة، تتبع ولاية فيراكروز، هي عاصمة Córdoba ‏، بلغ عدد سكانها 218٬153  نسمة، في 2015، رمزها البريدي هو 94500.

## أعلام
- سانتياغو غونزاليز
- رافاييل ديلغادو
- إنريكي راموس رودريغيز
- خوسيه أبيلا
- ويليام بي. سبنسر
- خورخي كيويستا